# Clouange
Clouange (fràncic lorenès Kluéngen) és un municipi francès situat al departament del Mosel·la i a la regió del Gran Est. L'any 2007 tenia 3.875 habitants.

## Demografia

### Població
El 2007 la població de fet de Clouange era de 3.875 persones. Hi havia 1.676 famílies, de les quals 524 eren unipersonals (187 homes vivint sols i 337 dones vivint soles), 465 parelles sense fills, 536 parelles amb fills i 151 famílies monoparentals amb fills.
La població ha evolucionat segons el següent gràfic:
Habitants censats

### Habitatges
El 2007 hi havia 1.804 habitatges, 1.690 eren l'habitatge principal de la família, 7 eren segones residències i 107 estaven desocupats. 769 eren cases i 970 eren apartaments. Dels 1.690 habitatges principals, 918 estaven ocupats pels seus propietaris, 749 estaven llogats i ocupats pels llogaters i 23 estaven cedits a títol gratuït; 96 tenien una cambra, 154 en tenien dues, 380 en tenien tres, 412 en tenien quatre i 648 en tenien cinc o més. 1.030 habitatges disposaven pel capbaix d'una plaça de pàrquing. A 768 habitatges hi havia un automòbil i a 600 n'hi havia dos o més.

### Piràmide de població
La piràmide de població per edats i sexe el 2009 era:
| Homes | Edats   | Dones |
| ----- | ------- | ----- |
| 0     | 95 o +  | 4     |
| 4     | 90 a 94 | 10    |
| 26    | 85 a 89 | 13    |
| 17    | 80 a 84 | 39    |
| 25    | 75 a 79 | 55    |
| 78    | 70 a 74 | 103   |
| 79    | 65 a 69 | 127   |
| 129   | 60 a 64 | 105   |
| 68    | 55 a 59 | 97    |
| 141   | 50 a 54 | 131   |
| 132   | 45 a 49 | 163   |
| 100   | 40 a 44 | 143   |
| 126   | 35 a 39 | 118   |
| 167   | 30 a 34 | 122   |
| 142   | 25 a 29 | 175   |
| 151   | 20 a 24 | 104   |
| 95    | 15 a 19 | 87    |
| 84    | 10 a 14 | 100   |
| 73    | 5 a 9   | 101   |
| 90    | 0 a 4   | 76    |

## Economia
El 2007 la població en edat de treballar era de 2.477 persones, 1.710 eren actives i 767 eren inactives. De les 1.710 persones actives 1.524 estaven ocupades (809 homes i 715 dones) i 187 estaven aturades (65 homes i 122 dones). De les 767 persones inactives 249 estaven jubilades, 189 estaven estudiant i 329 estaven classificades com a «altres inactius».

### Ingressos
El 2009 a Clouange hi havia 1.679 unitats fiscals que integraven 3.787,5 persones, la mediana anual d'ingressos fiscals per persona era de 16.228 €.

### Activitats econòmiques
Dels 160 establiments que hi havia el 2007, 1 era d'una empresa extractiva, 8 d'empreses alimentàries, 1 d'una empresa de fabricació d'elements pel transport, 5 d'empreses de fabricació d'altres productes industrials, 27 d'empreses de construcció, 38 d'empreses de comerç i reparació d'automòbils, 4 d'empreses de transport, 12 d'empreses d'hostatgeria i restauració, 1 d'una empresa d'informació i comunicació, 8 d'empreses financeres, 14 d'empreses immobiliàries, 6 d'empreses de serveis, 24 d'entitats de l'administració pública i 11 d'empreses classificades com a «altres activitats de serveis».
Dels 53 establiments de servei als particulars que hi havia el 2009, 1 era una oficina de correu, 3 oficines bancàries, 1 funerària, 4 tallers de reparació d'automòbils i de material agrícola, 1 autoescola, 3 paletes, 1 guixaire pintor, 4 fusteries, 8 lampisteries, 4 electricistes, 4 empreses de construcció, 6 perruqueries, 7 restaurants, 3 agències immobiliàries, 2 tintoreries i 1 saló de bellesa.
Dels 23 establiments comercials que hi havia el 2009, 3 eren supermercats, 1 un supermercat, 7 fleques, 4 botigues de roba, 1 una botiga d'equipament de la llar, 3 botigues d'electrodomèstics, 2 perfumeries, 1 una perfumeria i 1 una joieria.

## Equipaments sanitaris i escolars
El 2009 hi havia 2 centres de salut, 2 farmàcies i 1 ambulància.
El 2009 hi havia 2 escoles maternals i 2 escoles elementals.

## Poblacions més properes
El següent diagrama mostra les poblacions més properes.